# NGC 3402
NGC 3402，又名NGC 3411，是一个位于长蛇座的椭圆星系，1786年3月25日由威廉·赫歇爾发现。NGC 3402是NGCC 3402星系团中最大的星系。